# Comapa
Comapa là một đô thị thuộc bang Veracruz, México. Năm 2005, dân số của đô thị này là 16870 người.